# Vivien Merchant
Vivien Merchant (ur. 22 lipca 1929 w Manchesterze, zm. 3 października 1982 w Londynie) – angielska aktorka telewizyjna, filmowa i teatralna. W 1966 otrzymała Oscara dla najlepszej aktorki drugoplanowej za rolę Lily w brytyjskim filmie Alfie (1966). Ta rola uhonorowana została również nagrodą National Board of Review w kategorii Najlepsza aktorka drugoplanowa oraz nominacją do nagrody Złotego Globa w kategorii Najlepsza aktorka drugoplanowa. Spośród jej wielu kreacji aktorskich na uwagę zasługuje również rola Pani Oxford w filmie Szał w reżyserii Alfreda Hitchcocka (1972).